# Rinorea ebolowensis
Rinorea ebolowensis är en violväxtart som beskrevs av M. Brandt. Rinorea ebolowensis ingår i släktet Rinorea och familjen violväxter. Inga underarter finns listade i Catalogue of Life.